# Dasytes obscurus
Dasytes obscurus är en skalbaggsart som beskrevs av Leonard Gyllenhaal 1813. Dasytes obscurus ingår i släktet Dasytes, och familjen borstbaggar. Arten är reproducerande i Sverige.